# PHD: La Lista Negra
Pinoargotti en HD (ó Más Conocido como PHD) fue un programa de humor, de origen ecuatoriano que fue conducido por Francisco Pinoargotti. Se transmitió en Ecuador por TC Mi Canal los domingos, con una duración de hora y media

## Sinopsis
Francisco Pinoargotti, después de tres años de haber sido un "Buen Muchacho" (nombre dado por conducir el programa Buenos Muchachos) vuelve a la televisión a pedido de su público con un nuevo espacio cómico denominado PHD. Un programa lleno de misterio y diversión que junto a Silvia Ponce y Andrea Ortiz te harán conocer la tan temida "Lista Negra".
PHD fue un programa de humor que a través de sus parodias, reportajes, segmentos y  personajes contaban la situación política, social y cultural del país ecuatoriano. Según el diario el Universo:
"Francisco Pinoargotti ha retomado el hilo del humor político con su nueva propuesta: ‘PHD, la lista negra’. En la misma senda que caminó con ‘Buenos Muchachos’, frases clichés, los personajes polémicos y el top siete de la semana; la nueva propuesta incluyó –entre otros segmentos– dos sketches que pueden marcar la tónica de lo que será este espacio"

## Personajes
- Yapingacho Interpretado por: (Luis de Sousa) (2012-2014)
- El Licenciado Cachencho Interpretado por: (Argenis Tumbaco) (2012-2013)
- Lady Tartamuda Interpretada por: (Beatriz Cedeño) (2012-2013)
- El Proeshor Interpretado por: (Francisco Pinoargotti) (2012-2014)
- ManaYè Interpretado por: James Long (2013 -2014)

## Segmentos
- Top 7(2012-2014)
- El Pan Nuestro de Cada Día (2012-2014)
- La Pregunta de Yapingacho (2012-2014)
- Ya Pues Mijita (2012-2014)
- BackStage (2012-2014)
- Yè El ManaYè (2013-2014)
- Foto (2013-2014)
- Musicales (2013-2014)
- Noticiero Lado B (2013-2014)
- Hoy en el Mundo Literal (2013-2014)
- Reportajes (2012,2013-2014)
- Cucharadas de Miel para el alma (2013-2014)
- Con Monólogo Incluido (2013-2014)
- OE (2014)
- Se Parece Igualito (2013-2014)
- La Cultura de la Esnaqui (2013-2014)
- Grandes Biografías (2013-2014)

## Elenco
- Francisco Pinoargotti - Presentador Principal (1T-2T) (2012-2014)
- Silvia Ponce - Presentadora N.-2 (1T-2T) (2012-2014)
- Andrea Ortiz - Presentadora N.-3 (1T-2T) (2012-2014)
- James Long - Presentador N.-4 (1T-2T) (2013-2014)
- Luis de Sousa - Presentador N.-5(1T-2T) (2012-2014)
- Beatriz Cedeño (1T-2T) (2012-2014)
- Paola García (1T-2T) (2013-2014)
- Moisés Logan (1T-2T) (2012-2014)
- Raphael León (1T-2T) (2013-2014)
- Rony Torres (1T-2T) (2013-2014)
- Ángel Veliz Candela (1T-2T) (2013-2014)
- Alexis Ceballos   (1T-2T) (2013-2014)
- Miguel Icaza Presentador N.#4 (1T-2T) (2012-2013)
- Rudy Negrete (1T-2T) (2012-2013)
- Javier Acurio (1T-2T) (2013)
- Leonardo Pinillo (1T) (2013)
- Elihu Caldas (1T) (2012-2013)
- Marcos Vera Rosado - Conductor #5 (1T) (2013)
- Argenis Tumbaco - Presentador #5 (1T) (2012-2013)
- Júlio Álvarez - (Cap1-Cap6) Presentador #5 (1T) (2012)

## Premios ITV
| Categoría                                                    | Resultado |
| ------------------------------------------------------------ | --------- |
| Mejor Programa Variedades (2013)                             | Nominado  |
| Mejor Conductor de Variedades (2013) (Francisco Pinoargotti) | Ganador   |
| Mejor Conductora de Variedades (2013) (Silvia Ponce)         | Nominada  |

## Episodios
- Primera Temporada contó con 53 Capítulos emitidos desde 9 de septiembre del 2012 a 8 de septiembre del 2013.
- Segunda Temporada Contó con 22 Capítulos emitidos desde 15 de septiembre de 2013 - 2 de marzo de 2014.

## Invitados
- El Rey de la Cantera (En el segemento HDP)
- Henry Flores (En el segemento HDP)
- Poncho Quintero (En el segemento HDP)
- Monje Moco (En el segemento HDP)
- Don Manny (En el segemento HDP)
- Oveja Negra (En el segemento HDP)
- Rolando Panchana (En el Especial PHD Aniversario)
- Mayra Montaño (En el Especial PHD Fiesta)